# Kongressplatz

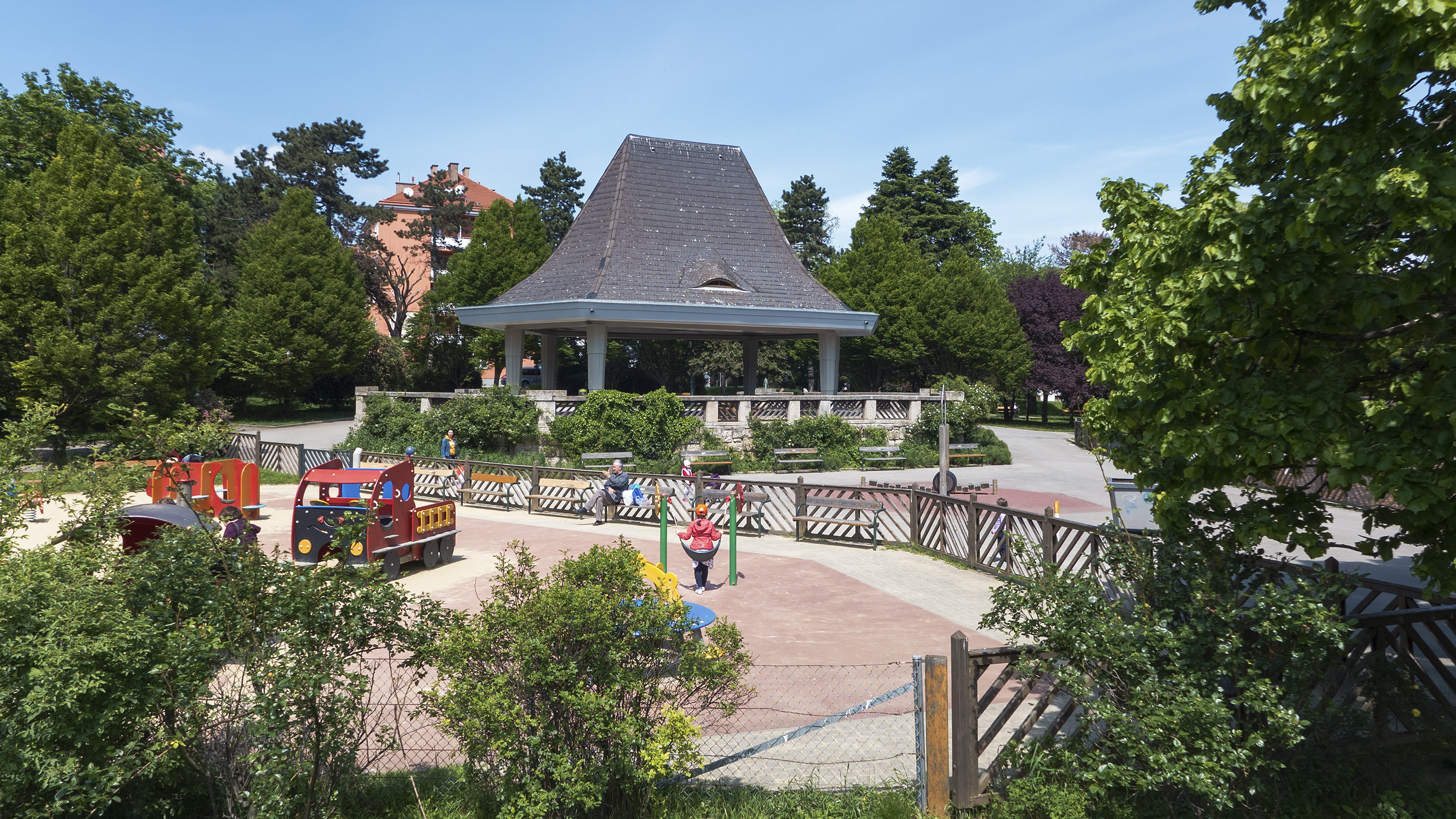
Die Milchtrinkhalle im Kongresspark

Kongressplatz ist eine einst gebräuchlichere Überbezeichnung für den vorstädtischen Freizeitraum um Kongresspark und Kongressbad, der sich in den 1920er Jahren in Wien-Ottakring an der Grenze zu Hernals nach Plänen von Erich Franz Leischner konstituierte. 
Die Bezeichnung als "Platz" ist hier im Sinne eines weiträumigen, begrünten Erholungsplatzes zu verstehen, der von Gebäuden umschlossen ist (etwa den monumentalen Volkswohnhäusern Sandleitenhof am Fuße des Gallitzinbergs und dem Wiedenhoferhof am Hernalser Frauenfeld), und nicht im Sinne einer innerstädtischen Agora. 
Der Kongressplatz hat eine Form, die der eines Ruderboots ähnelt, und ist in einen Ost- (Freibad) und Westteil (Park) unterteilt. Das Kinderfreibad wurde erst 1987/8 ins Kongressbad integriert und galt lange als separater Bestandteil des Platzes. Ein Turnareal zwischen Park und Freibad war ursprünglich vorgesehen, wurde aber nie realisiert.
Koordinaten: 48° 13′ 17,4″ N, 16° 18′ 29,7″ O